# Broby landskommun, Skåne
Broby landskommun var en kommun i dåvarande Kristianstads län i södra Sverige.

## Administrativ historik
Broby landskommun bildades som så kallad storkommun vid kommunreformen 1952 genom sammanläggning av de tidigare kommunerna Emmislöv och Östra Broby. Den sistnämnda kommunen hette före 1885 också Broby, så strängt taget har det funnits två kommuner med namnet Broby i området. Den nyare av dem fick dock snarare sitt namn efter samhället Broby för vilken det också fanns ett municipalsamhälle inrättat i Östra Broby landskommun och som i denna kommun fanns till 31 december 1958 då det upplöstes.
Kommunen fanns kvar till 1974 då dess område gick upp i Östra Göinge kommun.
Kommunkoden var 1123.

### Kyrklig tillhörighet
I kyrkligt hänseende tillhörde kommunen Emmislövs församling och Östra Broby församling.

## Geografi
Broby landskommun omfattade den 1 januari 1952 en areal av 98,85 km², varav 93,39 km² land.

### Tätorter i kommunen 1960
| Tätort | Folkmängd |
| ------ | --------- |
| Broby  | 1 985     |
| Östanå | 257       |

Tätortsgraden i kommunen var den 1 november 1960 61,4 procent.

## Politik

### Mandatfördelning i valen 1950-1970
|  | 16 | 6 | 8 | 4 |

| 31 |

|  | 17 | 5 | 7 | 5 |

| 29 | 6 |

|  | 16 | 5 | 6 | 7 |

| 30 | 5 |

| 19 | 5 | 6 | 5 |

| 31 |

| 14 | 9 | 4 | 5 | 3 |

| 31 |

| 16 | 4 | 6 | 4 | 2 | 3 |

| 31 |